# Verbascum daenzeri
Verbascum daenzeri är en flenörtsväxtart som först beskrevs av Fauché och Louis Athanase Anastase Chaubard, och fick sitt nu gällande namn av O. Kuntze. Verbascum daenzeri ingår i släktet kungsljus, och familjen flenörtsväxter. Inga underarter finns listade i Catalogue of Life.